# داء نشواني ثانوي
الداء النشواني الثانوي أو الداء النشواني إيه إيه (AA)، هو شكل من أشكال الداء النشواني. يتميز الأخير بترسب غير طبيعي لألياف بروتينية غير قابلة للذوبان في المسافة خارج الخلوية للأنسجة والأعضاء المختلفة. يترسب في الداء النشواني إيه إيه بروتين أميلويد المصل إيه، وهو أحد بروتينات الطور الحاد. يكون هذا البروتين قابل للذوبان عادةً، ويرتفع تركيزه في البلازما خلال فترة الالتهاب. 

## الأسباب
يحدث الداء النشواني إيه إيه كنتيجة ثانوية للأمراض الالتهابية والإنتانية. مع ذلك، لا يعاني منه سوى عدد صغير من المرضى المصابين بهذه الحالات. تعتبر إصابة الداء النشواني إيه إيه للكلية أشيع أنواع الإصابات؛ إذ يسبب المرض البيلة البروتينية والمتلازمة الكلائية، ويؤدي تدريجيًا لأمراض الكلى المزمنة التي قد تترقى في النهاية للمرحلة الأخيرة من مرض الكلى. تعالج المرحلة الأخيرة لمرضى الكلى بالبدائل الكلوية (كالغسيل الكلوي أو زراعة الكلى). أبلغت أحد دراسات التاريخ الطبيعي عن ارتباط عدد من الحالات بالداء النشواني إيه إيه:
- أمراض المناعة الذاتية:
  - التهاب المفصل الروماتويدي.
  - التهاب الفقار القسطي.
  - داء كرون والتهاب القولون التقرحي.

- الإنتانات المزمنة:
  - السل.
  - التوسع القصبي.
  - التهاب العظم والنقي المزمن.

- الأمراض الالتهابية الذاتية:
  - حمى البحر الأبيض المتوسط العائلية.
  - متلازمة ماكل ويلز.

- السرطان
  - لمفوما هودجكين
  - سرطان الخلية الكلوية

- استجابة مزمنة لجسم غريب

- الإيدز[4]
  - تفاعل حبيبي محرض بالسيليكون [5][6][7]

## علم الأمراض
يبلغ متوسط التركيز البلازمي لبروتين أميلويد المصل- إيه لدى الفرد السليم 3 مغ/ لتر. قد يرتفع هذا الرقم لأكثر من 2000 مغ/ لتر خلال مرحلة الطور الحاد. يتطلب تشكل ترسبات إيه إيه المعرِّفة للداء النشواني إنتاج مستمر لبروتين أميلويد المصل- إيه. ومع ذلك، لا تعتبر المستويات العالية من بروتين أميلويد المصل إيه شرط كافي لتطور الداء النشواني الجهازي إيه إيه، ولا تزال العناصر المؤهبة لتراكم الترسبات غير واضحة لغاية الآن. 
يترسب بروتين إيه إيه بشكل أساسي في الكبد والطحال والكلى. قد يؤدي الداء النشواني إيه إيه إلى المتلازمة الكلائية والمرحلة الأخيرة من مرض الكلى المزمن. ومع ذلك، تظهر دراسات التاريخ الطبيعي ارتباط أذية الكلى بتطور المرض. بشكل عام، يرتبط سوء الإنذار بالشيخوخة وانخفاض تركيز الألبومين في الدم والقصور الكلوي الانتهائي وارتفاع تركيز بروتين أميلويد المصل إيه المستمر.
لا توجد حاليًا علاجات معتمدة للداء النشواني الجهازي من النوع إيه إيه. توصي توجيهات الرعاية الحالية بعلاج المرض الالتهابي الأساسي باستخدام الأدوية المضادة للالتهابات أو العوامل المثبطة للمناعة أو الأدوية البيولوجية. يتلقى مرضى الداء النشواني إيه إيه أيضًا علاجات تبطئ تدهور وظائف الكلى -كحاصرات مستقبلات الأنجيوتنسين- II أو مثبطات الإنزيم المحول للأنجيوتنسين. 

## انتقال الداء النشواني
تقترح بعض الأدلة أن تناول ألياف النشواني قد يؤدي إلى الإصابة به. تستند هذه الأدلة إلى دراسات أجريت على الماشية والدجاج والفئران والفهود. وبالتالي، يمكن اعتبار الداء النشواني المرتبط بترسب بروتين أميلويد المصل- إيه مرض معدي. ومع ذلك، لم تثبت الأبحاث هذه الفكرة، وتبقى أهميتها في تطور الداء النشواني غير معروفة. تشاهد ألياف بروتين الأميلويد في العضلات بكميات منخفضة، وهذا قد يثير القلق حول فكرة إصابة بعض الأشخاص بالداء النشواني بعد تناولهم لحم حيوان مصاب بالمرض.